# Palaeotragus
Il paleotrago (gen. Palaeotragus) è un mammifero artiodattilo estinto, appartenente ai giraffidi. Visse tra il Miocene medio e il Pliocene inferiore (circa 14 - 5 milioni di anni fa) e i suoi resti fossili sono stati ritrovati in Europa, Asia e Africa.

## Descrizione
Questo animale doveva assomigliare a un attuale okapi (Okapia johnstoni). Come quest'ultimo, Palaeotragus era dotato di un corpo snello, sorretto da lunghe zampe; non possedeva un aspetto pendente come quello della giraffa (e ovviamente era sprovvisto di un collo eccezionalmente allungato) a causa delle diverse proporzioni degli arti, più simili a quelle dell'okapi. Di Palaeotragus sono note varie specie; le più primitive (come P. primaevus) erano sprovviste di corna (ossiconi), mentre le successive (ad esempio P. rouenii e P. germaini) possedevano due ossiconi semplici al di sopra delle orbite e proiettati verso l'alto e all'indietro. Solitamente le specie di Palaeotragus raggiungevano i due metri al garrese, ma le ultime specie potevano anche superarli. Il peso doveva aggirarsi sui 250 chilogrammi. I molari e i premolari erano ancora poco specializzati (tranne che in P. rouenii, con un quarto premolare specializzato) ed era presente un diastema rilevante (in particolare in P. microdon).

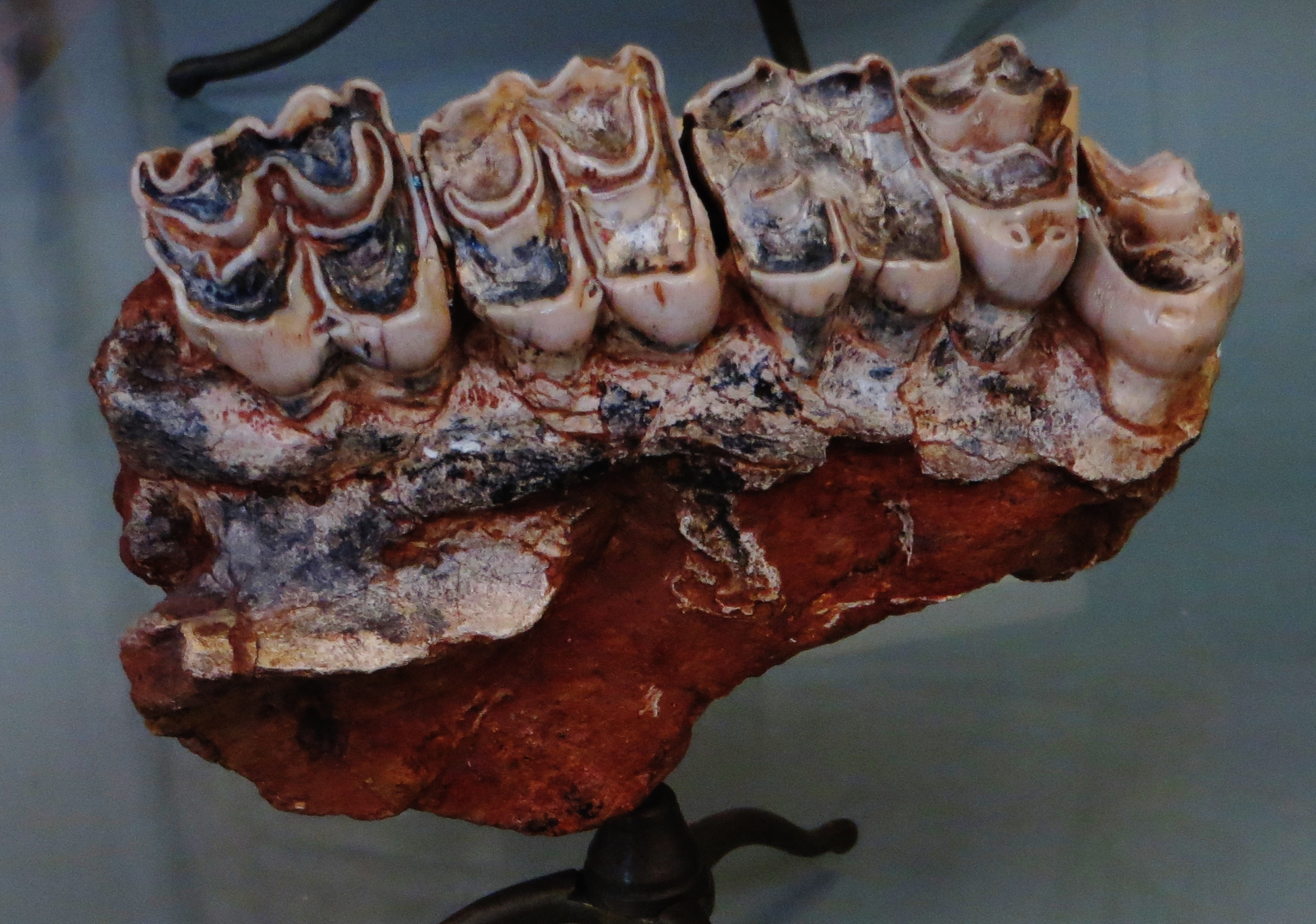
Dentatura superiore di Palaeotragus rouenii

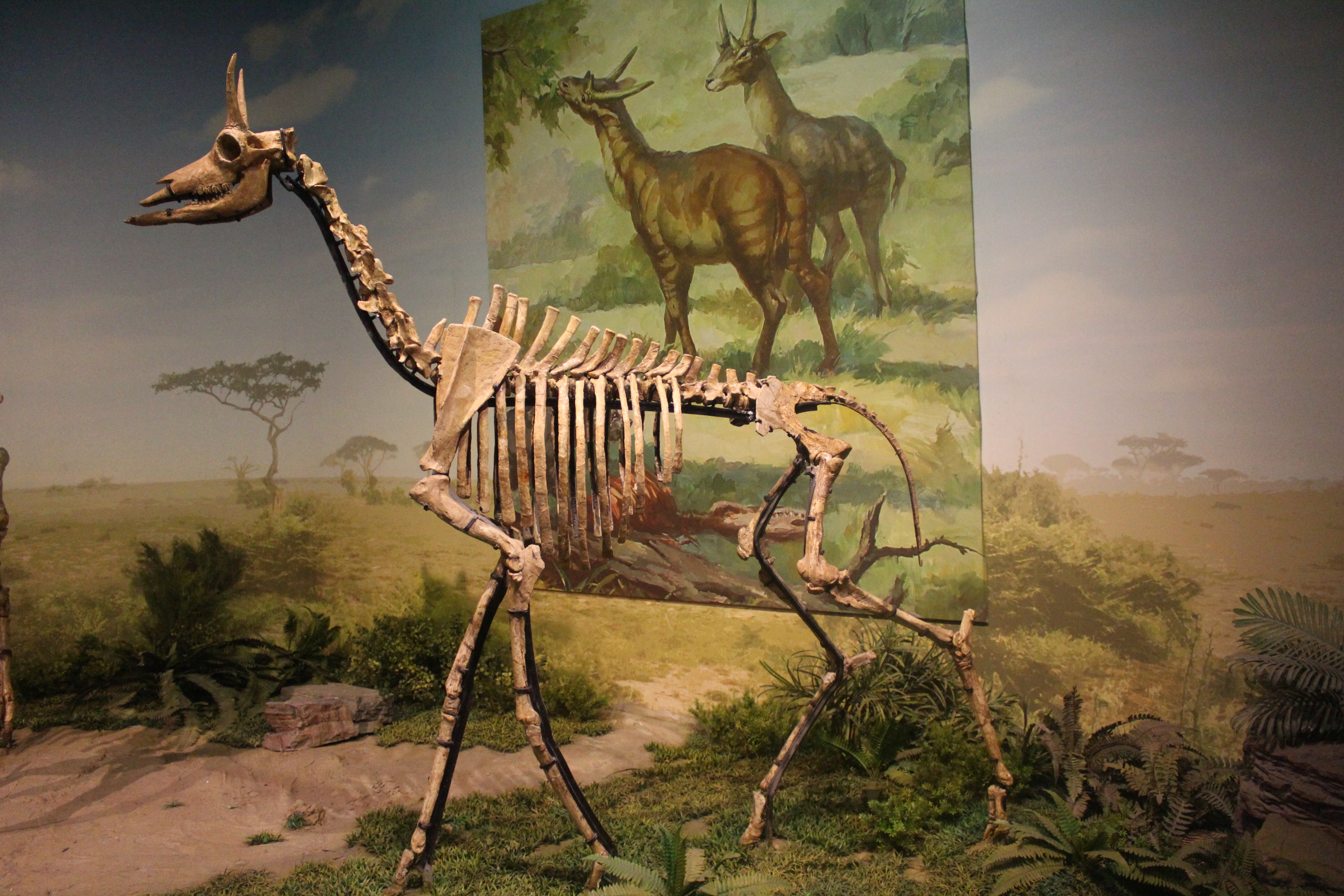
Scheletro completo rinvenuto in Cina e attribuito a Palaeotragus

## Classificazione
I primi fossili di questo animale furono ritrovati a Pikermi (Grecia) e vennero descritti da Albert Gaudry nel 1861; la specie tipo, P. rouenii, è anche la più nota. In Europa sono note varie specie di Palaeotragus, tra le quali P. moldavicus, P. coelophrys (dotato di corna maggiormente ricurve) e P. microdon (forse conspecifico con P. rouenii). In Africa, dalla più antica P. primaevus, derivò la successiva P. germaini, più specializzata. Alcune specie sono note nel Mio-Pliocene dell'Asia (P. tungurensis, P. asiaticus), ma non è chiaro se appartenessero effettivamente a Palaeotragus.
Il genere Palaeotragus non gode di una tassonomia chiara, a causa delle numerose specie ascritte a questo genere nel corso degli anni. È possibile che alcune specie di questo animale (ad esempio P. tungurensis) siano in realtà da ascrivere ad altri generi di giraffidi, forse ancestrali alla sottofamiglia Giraffinae. La stessa sottofamiglia Palaeotraginae, istituita da Pilgrim nel 1911 per accogliere alcune forme di giraffidi primitivi, è risultato un insieme parafiletico o addirittura polifiletico, contenente forme via via più evolute e ancestrali a diversi gruppi di giraffidi. 

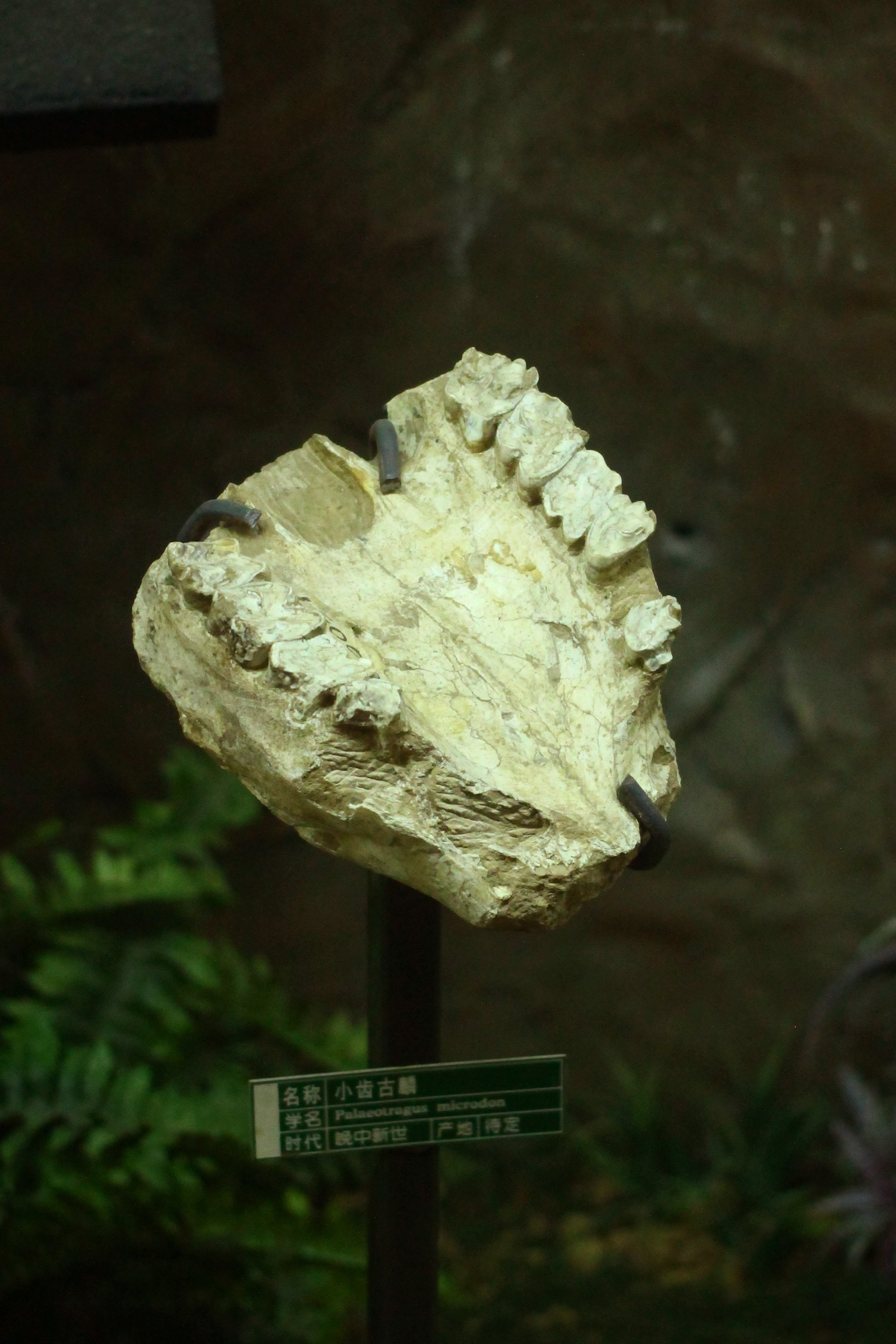
Dentatura superiore di Palaeotragus microdon

## Paleobiologia
La struttura delle zampe e delle ossa del piede indica che Palaeotragus doveva essere un corridore che viveva in spazi aperti, e probabilmente anche un buon saltatore. Probabilmente si cibava di piante tenere, principalmente foglie, che si procurava mediante una lunga lingua.